# Jürgen Kegelmann

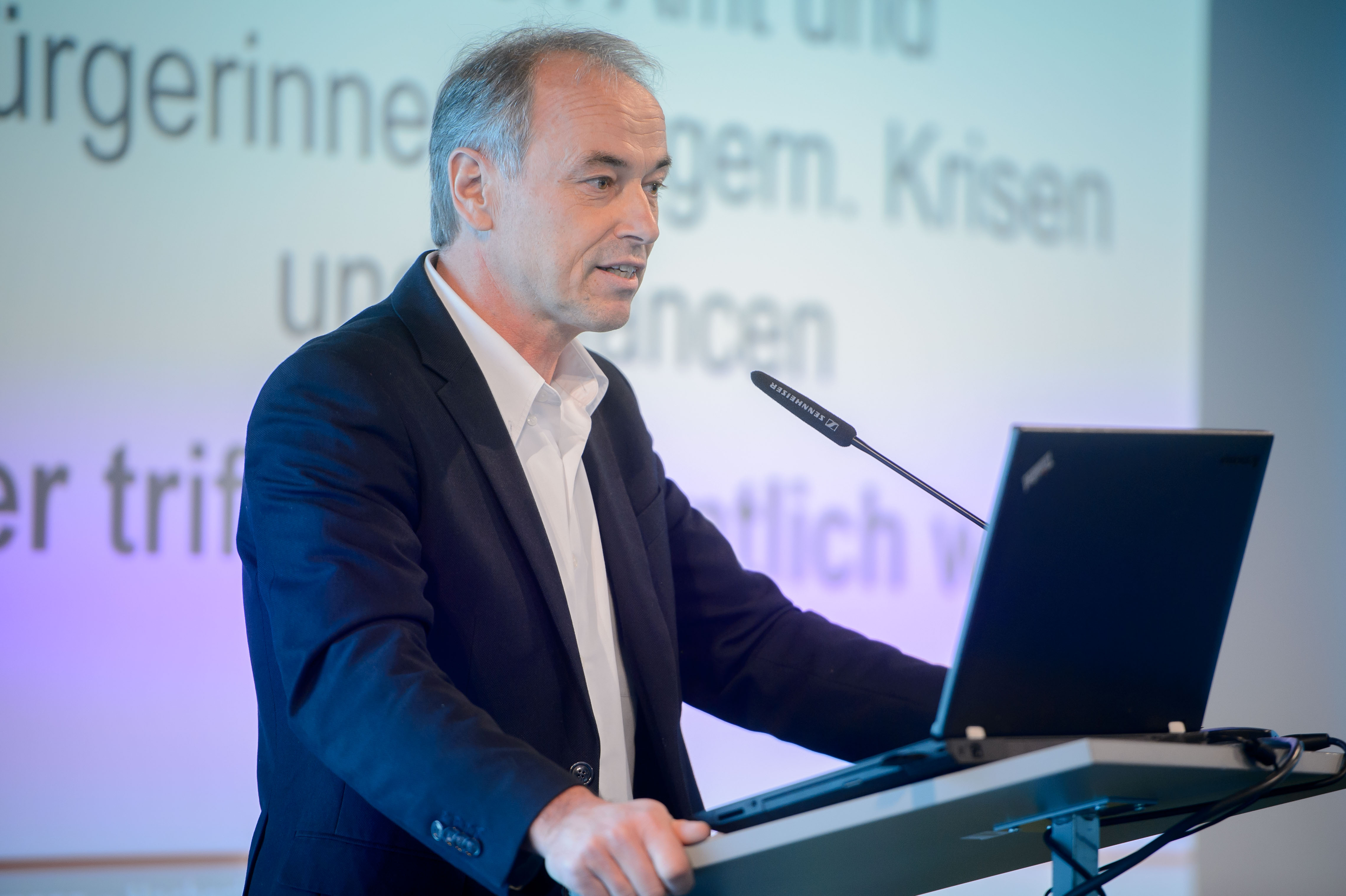
Jürgen Kegelmann, 2018

Jürgen Kegelmann (* 1965) ist Professor im Bereich Verwaltungsmanagement an der Hochschule für öffentliche Verwaltung in Kehl. Er forscht, lehrt und berät insbesondere in den Bereichen Governance, Change Management, Bürgerbeteiligung, Digitalisierung und Innovation. Darüber hinaus leitet er das Steinbeiszentrum KIBU – Kommunale Innovationsberatung und Umsetzung.

## Leben
Kegelmann studierte nach seinem Abitur an der Fachhochschule Kehl und später Verwaltungswissenschaften an der Universität Konstanz, wo er 2006 promovierte. Nach Tätigkeiten u. a. für die Stabsstelle Verwaltungsreform der Stadtverwaltung Friedrichshafen und die Finanzdirektion der Christoffel-Blindenmission wurde er 2009 als Professor an die Hochschule Kehl berufen.
2011 übernahm Kegelmann die Leitung des im gleichen Jahr neu etablierten Instituts für Angewandte Forschung an der Hochschule Kehl. Von 2012 bis Juli 2019 war er Prorektor der Hochschule. Er ist Mitglied im Gutachterausschuss Organisations- und Informationsmanagement der KGStg.
Neben seiner wissenschaftlichen Tätigkeit ist Kegelmann unter anderem Erster Vorsitzender der Teestube Friedrichshafen, einer ökumenischen Einrichtung, in der hilfsbedürftige Menschen die Nähe anderer Menschen suchen und finden können.

## Publikationen (Auswahl)
- Jürgen Kegelmann: New Public Management : Möglichkeiten und Grenzen des Neuen Steuerungsmodells. VS Verl. Für Sozialwissenschaften, Wiesbaden 2007, ISBN 978-3-531-15409-1
- Jürgen Kegelmann: Das politisch-administrative System der Kommunen auf dem Weg zu einem neuen Produktionsregime? : die De-Konstruktion des Neuen Steuerungsmodells. Konstanz 2006 (Univ.-Diss.)
- Jürgen Kegelmann (Ko-Hrsg.): Kommunalpolitik der Zukunft : partnerschaftlich und professionell. Ibidem-Verlag, Stuttgart 2005, ISBN 3-89821-510-5